# قطعنامه ۹۸۸ شورای امنیت
قطعنامه ۹۸۸ شورای امنیت سازمان ملل متحد که در تاریخ ۲۱ آوریل ۱۹۹۵ تصویب شد، سندی بین‌المللی دربارهٔ بوسنی و هرزگوین است. این قطعنامه طی نشست ۳۵۲۲ام با ۱۳ رای موافق، ۰ مخالف و ۲ ممتنع تصویب شد.